# Woolwich Ferry

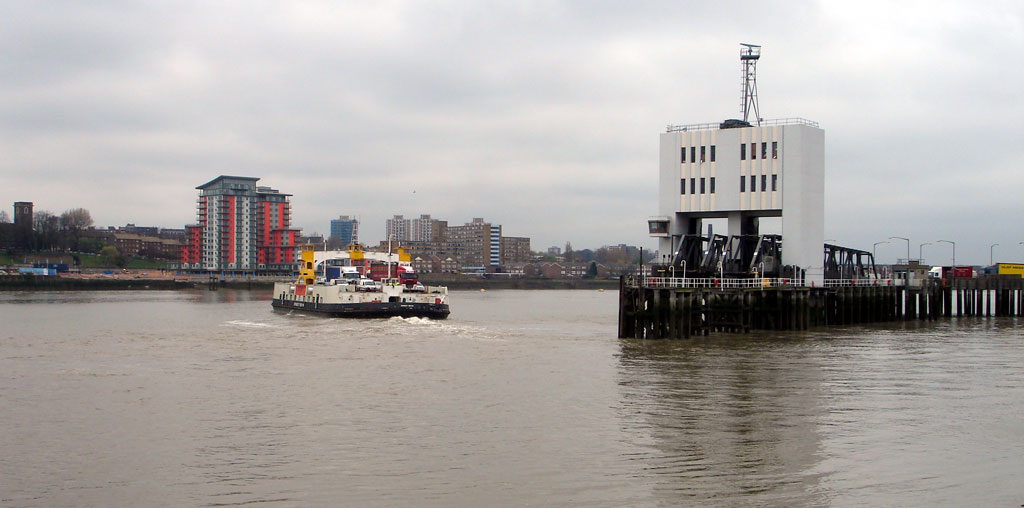
Norra terminalen

Woolwich Ferry är en färjeförbindelse över Themsen i London, mellan Woolwich i London Borough of Greenwich och North Woolwich i London Borough of Newham.
Den tranporterar både fordon och passagerare och är gratis.
Maximallast är 500 personer och 200 ton.

Det har funnits en färjeförbindelse här sedan 1300-talet.
För närvarande används tre färjor, Ernest Bevin, John Burns och James Newman, tillverkade i Dundee, Skottland, 1963, av Caledon Shipbuilding & Engineering Company för att ersätta de tidigare fyra hjulångare som hade varit i drift sedan 1923.
Färjorna, som är utrustade med sexcylindriska dieselmotorer av märke Mirrlees Blackstone på 500 hästkrafter, drivs och manövreras med två Voith-Schneiderpropellrar.
Det tar fem minuter att fylla färjan, fem minuter att korsa Themsen och fem minuter att lossa.
Varje år transporteras en miljon fordon och 2,5 miljoner passagerare.
Årskostnaden går på 7 100 000 £, så varje fordon subventioneras med ungefär 7 £ per resa (om man endast räknar fordonstrafiken, inte fotpassagerarna).
Om färjorna inte kan köra till exempel på grund av så tät dimma att kaptenen inte kan se över till andra stranden finns det en 
gångtunnel mellan Woolwich och North Woolwich. Färjorna påverkas också av tidvattnet som varierar mellan 0 och åtta meter.